# 下采韋利奇
50°42′19″N 24°38′19″E / 50.70528°N 24.63861°E
下采韋利奇（烏克蘭語：Низькі Цевеличі），是烏克蘭的村落，位於該國西部沃倫州，由沃洛德米爾區負責管轄，面積1,200平方公里，海拔高度213米，2001年人口129，人口密度每平方公里0.11人。